# Five World Trade Center
Five World Trade Center (5 World Trade Center či 5 WTC), případně též 130 Liberty Street, je plánovaný mrakodrap v New Yorku. Budova se stane nepřímou součástí nového komplexu WTC, kterému dominuje mrakodrap One World Trade Cender. Na rozdíl od jiných se nebude nacházet v bezprostřední blízkosti místa, kde stála původní Twin Towers, ale stát by měla v ulici Liberty Street (případně poblíž ji). V této oblasti by měla nahradit stavbu Deutsche Bank Building, pádem dvojčat vážně poničenou 158 metrů vysokou budovu, která prošla v letech 2007 až 2011 dekonstrukcí. O finální podobě budovy stejně jako o jejím přesném umístění ještě stále není rozhodnuto (březen 2020). Měla by mít výšku 226 nebo 270 metrů, asi 42 pater a podlahovou plochu cca 120 000 m2.